# Carl Wilhelm Traugott von Mayer

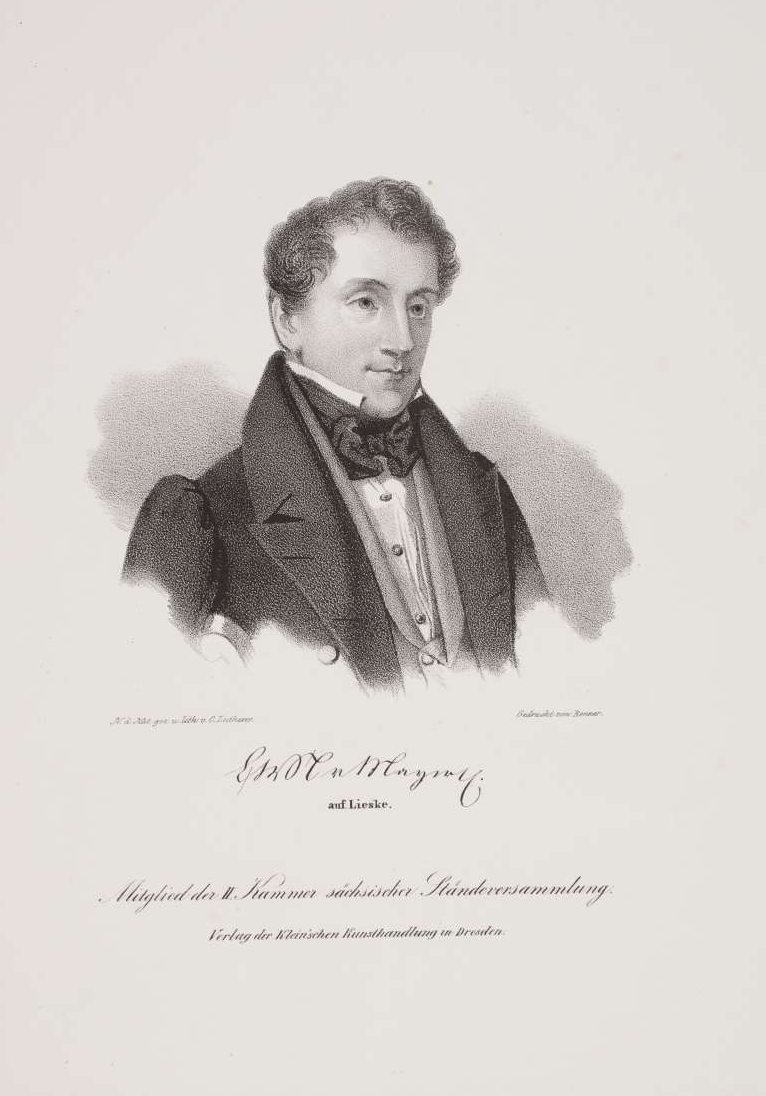
Carl Wilhelm Traugott von Mayer

Carl Wilhelm Traugott von Mayer (* 15. Oktober 1796 in Löbau; † 17. August 1864) war ein deutscher Rechtsanwalt, Rittergutsbesitzer und Mitglied des Sächsischen Landtags.

## Herkunft
Mayer war der Sohn des Rechtsanwalts und Gerichtsdirektors Konrad Traugott Mayer († 1801). Im Mai 1822 heiratete er die Tochter des 1821 verstorbenen Kammerherrn Johann Carl Adolf von Nostitz, Thuiska von Nostitz († 1830).

## Ausbildung
Schon früh bekam er zu Hause Privatunterricht und besuchte danach das Gymnasium seiner Heimatstadt. Zu Ostern 1814 begann er ein Studium der Rechtswissenschaft an der Universität Leipzig, wo er sich auch mit Philosophie und Geschichte beschäftigte. Im Herbst 1817 bestand er das Examen.

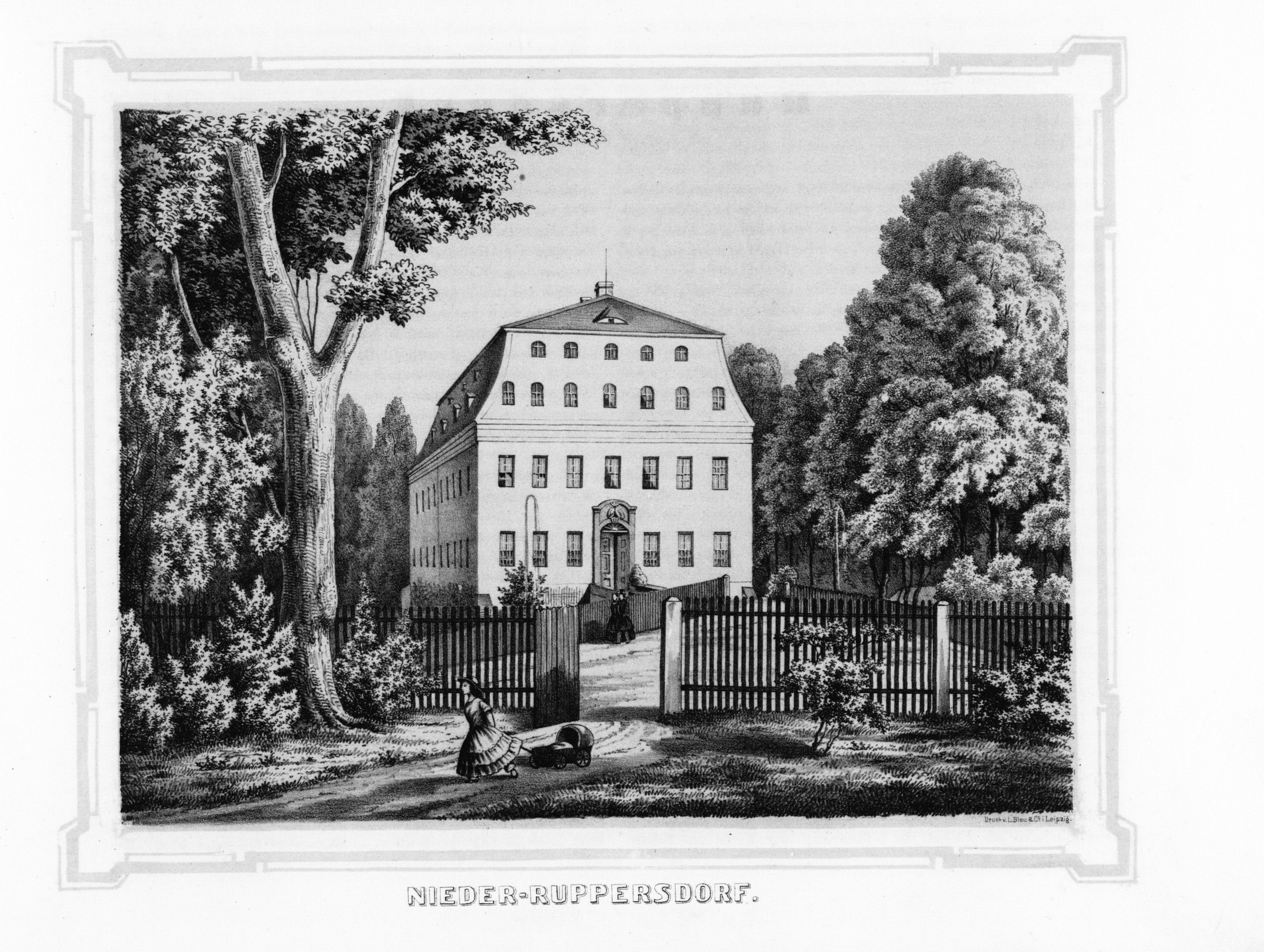
Schloss Niederruppersdorf

## Karriere
Nach seinem Studium wurde Mayer 1818 durch ein Spezialreskript unter die Rechtsanwälte der Oberlausitz aufgenommen, worauf er als Rechtsanwalt in der Region arbeitete. Vom sächsischen König Friedrich August I. wurde er nach amtlicher Bekanntmachung am 10. April 1822 in den Adelsstand erhoben und lebte von da an mit seiner Frau auf dem Land. 1829 erwarb er das Rittergut Lieske mit dem dazu gehörigen Ort Oßling. Darauf wurde von Mayer in die Ständeschaft der Oberlausitz aufgenommen und 1833 in die II. Kammer des Sächsischen Landtags als Vertreter der Rittergutsbesitzer der Oberlausitz gewählt. Er blieb bis 1849 Abgeordneter.
Nach dem Tod seiner Ehefrau 1830 erbte er, nach einem langwierigen Erbschaftsstreit mit der Familie von Nostitz, das Schloss Niederruppersdorf. 1836 wurde von Mayer von den Provinzialständen der Oberlausitz zum Landesbestallten erwählt und im selben Jahr von der Universität Leipzig mit der philosophischen Doktorwürde ausgezeichnet.
Er verstarb 1864 mit 67 Jahren.

## Familienwappen
Das Familienwappen zeigt eine weiße Mauer von sieben Schichten im blauen Felde, welche stufenförmig nach links schräg ansteigt. Die unteren vier Schichten der Mauer vom rechten bis zum linken Schildrand, die fünfte und sechste, von der in der Mitte ein Stück herausgebrochen ist, reichen nicht bis zum rechten Schildrand. Von der obersten siebenten Schicht steht nur ein Stück am linken Schildrand. Über der Mauer schwebt ein silberner sechseckiger Stern. Auf dem Schild steht ein Helm, welcher drei Straußenfedern trägt, wovon die mittlere mit dem Stern des Schildes belegt ist. Die Helmdecken sind blau und silbern.